# Картър (окръг, Оклахома)
Вижте пояснителната страница за други значения на Картър.
Окръг Картър (на английски: Carter County) е окръг в щата Оклахома, Съединени американски щати. Площта му е 2160 km², а населението – 45 621 души (2000). Административен център е град Ардмор.